# Syngonanthus fuscescens
Syngonanthus fuscescens är en gräsväxtart som beskrevs av Wilhelm Willy Otto Eugen Ruhland. Syngonanthus fuscescens ingår i släktet Syngonanthus och familjen Eriocaulaceae. Inga underarter finns listade i Catalogue of Life.